# Rückhaltebecken Schrote
Das Rückhaltebecken Schrote (örtliche Bezeichnung auch: Schrotestau) dient heute dem Hochwasserschutz der Stadt Magdeburg, speziell des Ortsteiles Diesdorf und befindet sich zwischen den Orten Niederndodeleben und Magdeburg an der westlichen Grenze des Stadtgebietes von Magdeburg. Gestaut wird die Schrote bei Hochwasser. Konzipiert war das Bauwerk einst auch als Beregnungswasserreservoir für die Landwirtschaft mit einem Dauerstauvolumen von ca. 10.000 m³. Diese Nutzung ist jedoch nie erfolgt. Die Anlage wird heute vom Talsperrenbetrieb Sachsen-Anhalt verwaltet.

## Konstruktion
Das Rückhaltebecken wurde von 1968 bis 1971 als gerader Zweizonendamm aus Kiessand mit einem Dichtungskern aus Lösslehm errichtet.
Zur Abführung des Sickerwassers befindet sich an der Luftseite des Dammes ein 145 m langer Graben, der unterhalb des Tosbeckens in die Schrote mündet. Das Material für Stützkörper und Kern wurde ca. 1 km oberhalb des Sperrbauwerkes entnommen. Längs des Grabens verläuft ein Wartungsweg.

## Projektierung und Bauausführung
Das Regenrückhaltebecken Schrote war im Jahr 1967 durch den VEB Projektierung Wasserwirtschaft Außenstelle Magdeburg unter der Bezeichnung Hochwasserschutzbecken Schrote geplant worden. Das Projekt bestand aus den Teilen
- Teil 1 – Ausbau der Schrote und Wegebau,
- Teil 2 – Dammbau, Weganrampung und Überlaufbauwerk mit Grundablass.

Noch im Jahr 1967 wurden die Projektunterlagen von der Außenstelle Magdeburg der Staatlichen Bauaufsicht (Teil 1, Baugenehmigung Nr. 179/67 vom 19. Dezember 1967) und der Außenstelle Dresden der Staatlichen Bauaufsicht Talsperren (Teil 2, Baugenehmigung Nr. 34/67 vom 24. September 1967) ohne Beanstandungen geprüft.
Bauauftragnehmer waren der VEB Tiefbau Magdeburg Oberbauleitung Gardelegen und der VEB Meliorationsbau Magdeburg. Die Baukosten betrugen ca. 1.100.000 Mark der DDR. Die Wirtschaftlichkeitsuntersuchung ging von einem jährlichen Nutzen von ca. 92.000 Mark der DDR als zu erwartendem Nutzen durch Verhinderung von Hochwasserschäden aus. Der ehemalige VEB (K) Wasserwirtschaft hatte dazu empirisch noch bis zu zwei mittlere Schrotehochwasser pro Jahr mit durchschnittlichen Schäden von 184.000 MDN ermittelt, was schon bei der Aufgabenstellung für die Entwurfsplanung des Hochwasserschutzbeckens als "sicherlich zu hoch" eingeschätzt worden war.
Im Zusammenhang mit der Errichtung des Hochwasserschutzbeckens und der flankierenden Baumaßnahmen mussten 73 Bäume gefällt werden, von denen 6 Stück einen Stammdurchmesser von 70–80 cm hatten. Im Bereich der zur Gewinnung von Baumaterial für das Sperrbauwerk erforderlichen Flächen lag die Kirschplantage auf dem Schweinewinkel. Sie wurde vollständig gerodet.

## Betriebseinrichtungen

### Grundablass- und Entnahmeeinrichtung
In der südlichen Dammhälfte befindet sich der Grundablass mit einer Kapazität von 1,7 m³/s. Konzipiert war dagegen eine Kapazität von über 3 m³/s, die jedoch nicht erreicht werden kann, da der Übergang vom Mönchsbauwerk zum Grundablass statt mit Rohren mit Nennweite 1.000 mm nur mit solchen mit 500 mm Nennweite ausgeführt wurde, wie eine Untersuchung im Jahre 1978 ergab.

### Hochwasserentlastungsanlage

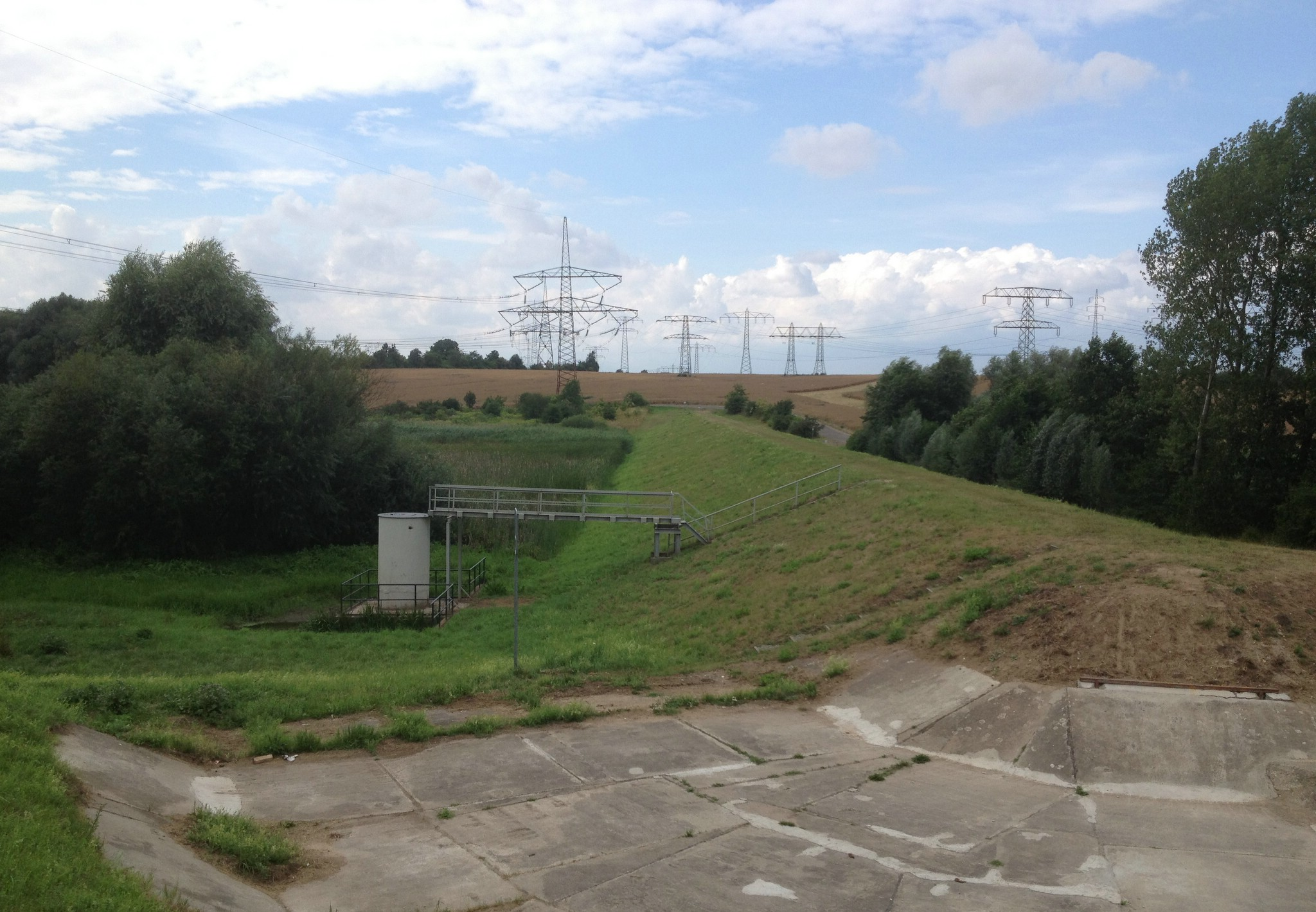
Hochwasserschutzanlage Schrotestau bei Magdeburg-Diesdorf mit Überlauf

Das Rückhaltebecken verfügt über eine Hochwasserentlastungsanlage. An der südlichen Dammseite, in der Nähe des Grundablasses, verläuft eine ca. 55 m lange betonierte Überlaufrinne, ausgeführt als offenes Trapezgerinne. An diese schließt sich ein ca. 110 m² großes Tosbecken an, hinter dem die Hochwasserentlastung in die Schrote übergeht.

## Kontroll- und Messeinrichtungen

### Bauwerksüberwachung
Im Jahre 2006 wurde eine einst zum Zweck einer Standsicherheitsuntersuchung eingebrachte Bohrung als Grundwasserbeobachtungsrohr ausgebaut, um die Sickerlinien überwachen zu können. Parallel zum luftseitigen Wartungsweg verläuft ein Graben, der Sickerwassermessungen ermöglicht.

### Pegelanlage
Ein Druckpegel dient der Stauraumüberwachung.

## Biotop
Außer der gelegentlichen Mahd des Grases auf dem Damm und des Röhrichts direkt am Dammfuß finden Pflege oder Bewirtschaftung der Anlage im Wesentlichen nicht statt. Fauna und Flora im Hochwasserschutzbecken sind sich deswegen weitgehend selbst überlassen. Hauptsächlich Röhricht breitet sich massiv aus. Obgleich sich durch zunehmende Verlandung die freie Wasserfläche von Jahr zu Jahr verringert, bildet das Hochwasserschutzbecken einen Ansiedlungsraum für viele Vogelarten, wie Schilfrohrsänger, Stockenten, Haubentaucher und Rast- und Ruheplatz für eine Reihe von Zugvögeln. Graureiher und Eisvogel sind im Jahr 2016 gesehen worden.

## Umgebung
In der Nähe der Hochwasserentlastungsanlage an der südlichen Dammseite wurde am 1. Dezember 2021 der erste Geodätische Referenzpunkt Sachsen-Anhalts seiner Nutzung übergeben. Wesentlicher Teil des Referenzpunktes ist eine Metallplatte mit den exakten Standortkoordinaten, mit denen z. B. ein Abgleich mit den Standortangaben des Mobiltelefons oder des Navigationsgerätes auf Abweichungen möglich wird.

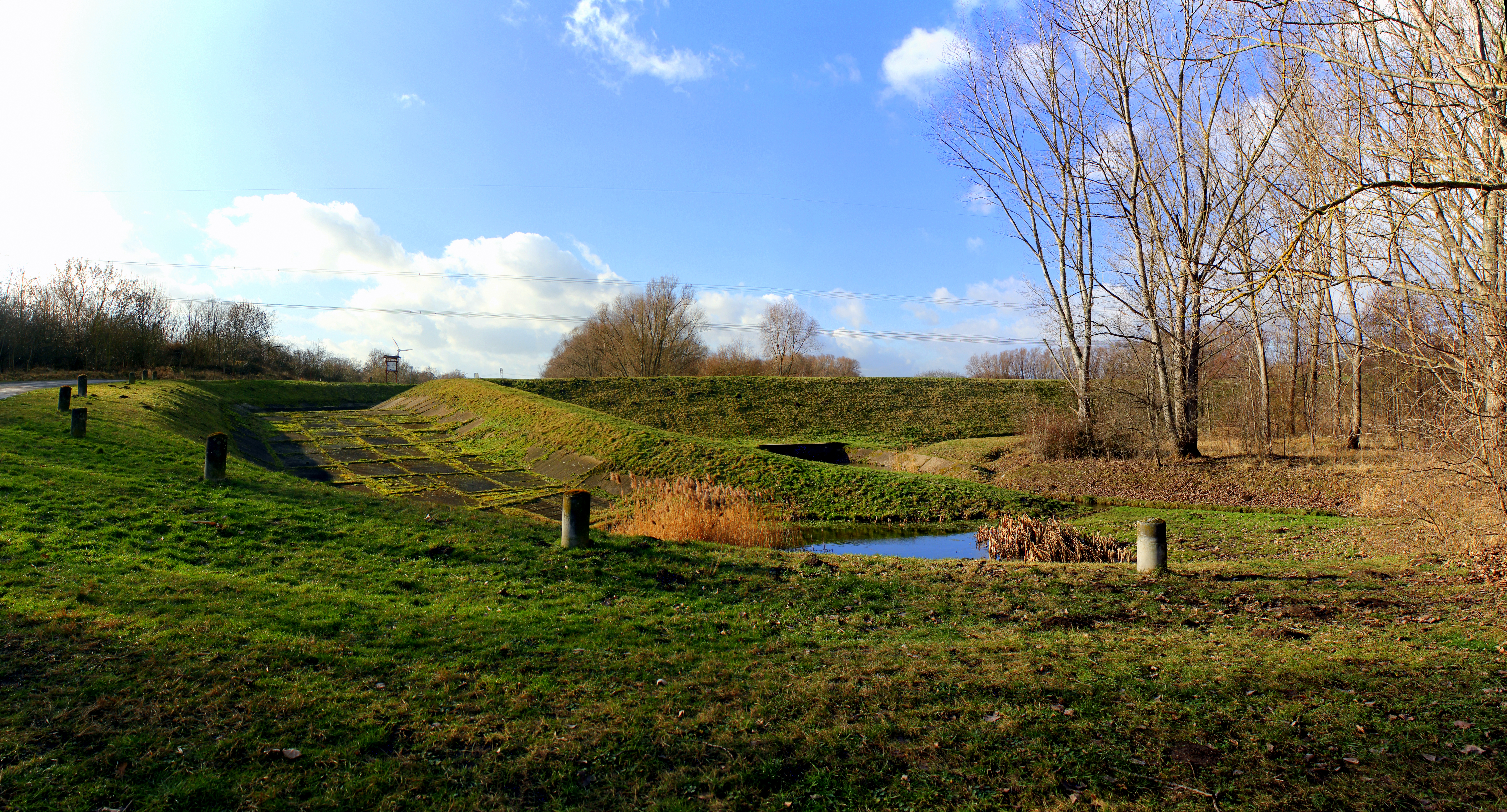
Hochwasserentlastung an der südlichen Dammseite in der Nähe des Grundablasses
Panorama Süd-Nord mit Grundablass und Hochwasserentlastung
Panorama Nord-Süd